# Kim Song-yong
Kim Song-yong (sinh ngày 26 tháng 2 năm 1987) là một cầu thủ bóng đá người Bắc Triều Tiên.

## Đội tuyển bóng đá quốc gia Bắc Triều Tiên
Kim Song-yong thi đấu cho đội tuyển bóng đá quốc gia Bắc Triều Tiên từ năm 2010.

## Thống kê sự nghiệp
| Đội tuyển bóng đá CHDCND Triều Tiên | Đội tuyển bóng đá CHDCND Triều Tiên | Đội tuyển bóng đá CHDCND Triều Tiên |
| Năm                                 | Trận                                | Bàn                                 |
| ----------------------------------- | ----------------------------------- | ----------------------------------- |
| 2010                                | 2                                   | 1                                   |
| Tổng cộng                           | 2                                   | 1                                   |